# فوجيديرا (أوساكا)
فوجيديرا (藤井寺市 باليابانية) هي مدينة يابانية تقع في محافظة أوساكا على جزيرة هونشو في اليابان. في عام 2003 بلغ عدد سكان المدينة 66,091 شخص بكثافة 7,434.31 شخص لكل كم² موزعين على مساحة 8.89 كم² وهي مساحة المدينة الكلية. أنشئت المدينة في 1 نوفمبر 1966.

## تاريخ المدينة
- 1928: افتتاح ملعب فوجيديرا الرياضي.

## أعلام
- دايكي ياماموتو
- كوتا يوشيهارا
- تاكايوكي كاناموري
- دايتشي أكياما

## وصلات خارجية
- الموقع الرسمي لمدينة فوجيديرا نسخة محفوظة 16 أبريل 2007 على موقع واي باك مشين. (باليابانية)